# In cerca di un lavoro
In cerca di un lavoro è un racconto incluso in Il mistero di lord Listerdale e altre storie, una raccolta di racconti di Agatha Christie senza nessuno dei principali personaggi che ricorrono di solito nei suoi romanzi e racconti, pubblicato per la prima volta nel Regno Unito nel 1934.

## Trama
Jane Cleveland è una ragazza di ventisei anni disoccupata, alla disperata ricerca di un lavoro. Quando la ragazza legge un annuncio di lavoro che richiede ad una ragazza tra i venticinque e i trent'anni, bionda, occhi azzurri, naso dritto, alta uno e settanta e snella di presentarsi in un dato luogo, Jane, riconoscendosi nella descrizione, decide di presentarsi. 
Lì Jane si troverà di fronte ad altre centinaia di ragazze nella sua posizione, anche se non tutte simili alla descrizione richiesta. Jane sarà l'unica ad ottenere il lavoro, anche se fino a quel momento la giovane è all'oscuro di che occupazione si tratti.
Dopo l'assunzione alla giovane viene spiegato di che cosa si dovrà occupare: Jane dovrà sostituira una giovane granduchessa russa in alcuni eventi mondani troppo pericolosi per la sua incolumità; la nobile infatti rischia di essere rapita in quanto unica superstite di una stirpe di ricchi regnanti il cui patrimonio fa gola a molti.
La giovane, anche se un po' titubante considerando il rischio che corre, accetta il lavoro. L'unica differenza tra le due sembra essere che Jane è lievemente più bassa della granduchessa, ma l'inconveniente verrà demolito facendo portare a Jane delle scarpe più alte.
Dopo poche ore, dopo aver scambiato le identità con la granduchessa, le due ragazze vengono entrambe rapite. Jane viene cloroformizzata e si sveglia solo un giorno dopo, ritrovandosi sola nel luogo della sua reclusione, vestita con gli abiti che al momento del rapimento indossava la granduchessa. 
Qui Jane incontra un giornalista che ha notato lo scambio di identità della granduchessa con Jane e le spiega che dopo il rapimento c'è stata una rapina a cui la granduchessa ha partecipato vestita con l'abito che ora Jane indossa. Jane è sollevata dall'incontro con il giornalista, il quale sarà l'unico che potrà scagionarla dall'accusa di aver commesso una rapina. 
In seguito Jane incontra il poliziotto che si occupa del caso, l'uomo si innamora della giovane a prima vista.

## Edizioni
- Agatha Christie, Il mistero di Lord Listerdale e altre storie, traduzione di Grazia Griffini, collana Oscar Mondadori, Mondadori, 1982,  p. 262.